# Díszes ékszerteknős
A díszes ékszerteknős (Chrysemys picta) a teknősök (Testitudines) rendjébe, a mocsáriteknős-félék (Emydidae) családjába tartozó Chrysemys nem egyetlen faja.

## Előfordulása
Észak-Amerikai kontinensen honos, Kanada déli részétől, egészen Mexikóig elterjedt.

## Alfajai
- Chrysemys picta picta – egyszerű vagy keleti díszes ékszerteknős
- Chrysemys picta belli – nyugati vagy indián díszes ékszerteknős
- Chrysemys picta dorsalis – déli vagy csíkos díszes ékszerteknős
- Chrysemys picta marginata – színes vagy középső díszes ékszerteknős

|  |

## Megjelenése
Testhossza 20 centiméter.
|  |

## Életmódja
Általában állati eredetű táplálékot fogyaszt, de nem nagyon válogatós.
Néha apróbb algákat is képes fogyasztani, az alga az segít az emésztésében.

## Szaporodása
Évi 3 fészekaljat rak, melybe 2-8 tojast tojik.